# An Ode to Woe
An Ode To Woe er et livealbum fra det britiske doom metal-band My Dying Bride, som blev udgivet i april 2008. Sættet indeholder et liveshow optaget i Amsterdam på CD og DVD. An Ode to Woe er bandets andet livealbum og tredje DVD-udgivelse. Optrædenden var originalt udsendt af hjemmesiden Fabchannel, hvor den stadig er mulig at se. An Ode To Woe er My Dying Brides første udgivelse med bassisten Lena Abe og trommeslageren Dan Mullins såvel som den første udgivelse uden bassisten Adrian Jackson, der havde været med siden epen Symphonaire Infernus Et Spera Empyrium. 

## Spor
1. To Remain Tombless 7:43
2. My Hope, The Destroyer 5:45
3. For You 6:41
4. The Blue Lotus 6:33
5. Like Gods Of The Sun 5:21
6. Catherine Blake 6:18
7. The Cry Of Mankind 6:07
8. The Whore, The Cook & the Mother 5:42
9. Thy Raven Wings 5:22
10. The Snow In My Hand 7:09
11. She Is The Dark 7:59
12. The Dreadful Hours 12:55
13. The Forever People* (kun på DVDen) (5:28)